# Tầm ma gốc lạ
Tầm ma gốc lạ (danh pháp hai phần: Urtica dioica) thường được gọi là tầm ma thông thường, tầm ma lông ngứa (dù không phải tất cả các cây của chi này đều có lông ngứa) hay lá tầm ma hoặc chỉ là cây tầm ma hoặc stinger, là một loài thực vật có hoa lâu năm thân thảo thuộc họ Urticaceae. Có nguồn gốc từ châu Âu, nhiều ở vùng ôn đới châu Á và tây Bắc Phi, ngày nay nó được tìm thấy trên toàn thế giới, bao gồm cả New Zealand và Bắc Mỹ.
Loài này được chia thành sáu phân loài, năm trong số đó có nhiều sợi lông rỗng gọi là trichome trên lá và thân, hoạt động giống như kim tiêm dưới da, chích histamin và các hợp chất khác tạo ra cảm giác châm chích khi tiếp xúc ("nổi mề đay", một dạng của viêm da tiếp xúc).
Loại cây này có một lịch sử lâu dài được sử dụng như một nguồn dược liệu trong y học cổ truyền, thực phẩm, trà và vật liệu dệt trong các xã hội cổ đại.